# Saint-Georges-les-Landes
Saint-Georges-les-Landes – miejscowość i gmina we Francji, w regionie Nowa Akwitania, w departamencie Haute-Vienne.
Według danych na rok 1990 gminę zamieszkiwały 293 osoby, a gęstość zaludnienia wynosiła 18 osób/km² (wśród 747 gmin Limousin Saint-Georges-les-Landes plasuje się na 360. miejscu pod względem liczby ludności, natomiast pod względem powierzchni na miejscu 412.).

## Populacja

Populacja Saint-Georges-les-Landes w latach 1962–2008